# Вифельштеде
Вифельштеде (нем. Wiefelstede) — община и город в Германии, в земле Нижняя Саксония.
Входит в состав округа Аммерланд. Население составляет 16 095 человек (на 31 декабря 2017 года). Занимает площадь 106 км².

## Демография
| Год  | Население |
| ---- | --------- |
| 1990 | 10 962    |
| 1995 | 12 054    |
| 2000 | 13 586    |
| 2005 | 14 600    |
| 2010 | 15 166    |
| 2017 | 16 095    |

## Административно-территориальное деление
Община подразделяется на 20 сельских районов.

## Государственные учреждения
Совет общины Вифельштеде состоит из 34 депутатов, которые выбираются на коммунальных выборах каждые 5 лет. Последние выборы прошли в 2016 году. Мандаты распределились следующим образом: ХДС – 10 мест, СДПГ – 10 мест, Зелёные – 4 места, Союз независимых избирателей – 4 места, СвДП – 2 места, Левые – 1 место и Альтернатива для Германии также 1 место. Должность бургомистра общины с 2013 года занимает Йорг Пипер (беспартийный).

## Инфраструктура
В общине Вифельштеде располагаются следующие крупные предприятия или фирмы: большой логистический центр Эдека, Логистический и транспортный центр Имкен, Молокозавод Аммерланд, Окна и двери Зимс. Дороги: по территории общины проходят автобаны А28 и А29.

## Достопримечательности
- Церковь св. Иоанна. Церковный приход существует с 1057 года.
- Парк рододендронов вблизи Гриштеде.

## Фотографии

Вифельштеде